# Afriyie Acquah
Ebenezer Afriyie Acquah (Sunyani, 1992. január 5. –) ghánai válogatott labdarúgó, aki jelenleg a nepáli Chitwan játékosa.

## Válogatott
Ifjúsági szinten a ghánai U17-es labdarúgó-válogatottban és a ghánai U20-as labdarúgó-válogatottban szerepelt. 2012. február 29-én debütált a chilei labdarúgó-válogatott elleni mérkőzésen. Október 13-án megszerezte első válogatott gólját a malawi labdarúgó-válogatott elleni mérkőzésen. A 2014-es labdarúgó-világbajnokságon tagja volt a válogatottnak, amely a 25. helyen végzett. A 2015-ös afrikai nemzetek kupáján részt vevő keret tagja.

## Statisztika

### Válogatott
2023. december 27. szerinti állapot.
| Válogatott | Évek     | Mérkőzés | Gól |
| ---------- | -------- | -------- | --- |
| Ghána      | 2012     | 3        | 1   |
| Ghána      | 2013     | 0        | 0   |
| Ghána      | 2014     | 5        | 0   |
| Ghána      | 2015     | 11       | 0   |
| Ghána      | 2016     | 5        | 0   |
| Ghána      | 2017     | 6        | 0   |
| Ghána      | 2018     | 3        | 0   |
| Ghána      | 2019     | 3        | 0   |
| Ghána      | 2020     | 2        | 0   |
| Ghána      | 2021     | 1        | 0   |
| Összesen   | Összesen | 39       | 1   |

## Sikerei, díjai

### Klubcsapatokban
Al-Quwa Al-Jawiya
- Iraki kupagyőztes: 2022–23

### A válogatottban
Ghána
- Afrikai nemzetek kupája ezüstérmes: 2015[7]

## Külső hivatkozások
- Afriyie Acquah Transfermarkt
- BBC News article about Acquah
- Afriyie Acquah adatlapja a National-Football-Teams.com oldalon (angolul)

- Afriyie Acquah adatlapja a Soccerway oldalon (angolul)